# Pandemia de COVID-19 en Armenia
La pandemia de COVID-19 en Armenia fue parte de la pandemia en todo el mundo del COVID-19 causada por el SARS-CoV-2. El virus fue confirmado de haber alcanzado a Armenia el 1 de marzo de 2020 cuando el primer caso fue reportado. La enfermedad COVID-19 causado por el nuevo coronavirus conocido como SARS-CoV-2, se extendió a todas las provincias (marz) de Armenia y ha causado 8,777 muertos.
Al 13 de abril de 2024, hay 451,831 casos, 8,777 muertos y 435,162 recuperados.

## Estadísticas

Número de casos (azul) y número de muertes (rojo) en una escala logarítmica.